# Liste de personnalités liées à l'affaire Dreyfus
Remarque : À défaut d'indication contraire, cette liste de personnalités liées à l'affaire Dreyfus est issue du travail sur la réhabilitation de Dreyfus publiée sur Internet par le ministère de la culture.

## Famille
- Alfred Dreyfus (accusé)
- Mathieu Dreyfus (frère)
- Lucie Dreyfus (épouse)

## Antidreyfusard
- Officiers : Louis-Norbert Carrière - Esterhazy (le véritable coupable) - Hubert-Joseph Henry (auteur du « faux Henry ») - Auguste Mercier[1] - Armand du Paty de Clam, l'officier qui a arrêté Dreyfus
- Hommes politiques : Jean-Baptiste Billot[2] - Godefroy Cavaignac - Félix Faure - Jules Méline -
- Journalistes et intellectuels : Maurice Barrès - Paul Bourget - Ferdinand Brunetière - Édouard Drumont - Charles Maurras - Henri Rochefort - Léon Daudet - Paul Valéry
- Magistrats et avocats : Jules Quesnay de Beaurepaire
- Artistes et divers[réf. nécessaire] : Edgar Degas[3] - Auguste Rodin - Paul Cézanne - Pierre-Auguste Renoir - Henri de Toulouse-Lautrec - Léon Dehon (abbé naguère proposé à la béatification)[4] - Edmond Loutil (pseudo Pierre l’Ermite)[5]

## Dreyfusard
Dreyfusards dit aussi dreyfusistes ou dreyfusiens :
- Officiers : Ferdinand Forzinetti - Georges Picquart - Antoine Louis Targe -
- Hommes politiques : Georges Clemenceau - Jean Jaurès - Paul Langevin - Émile Loubet - Francis de Pressensé (directeur de L'Aurore où parut « J'accuse…! ») - Joseph Reinach[6] - Auguste Scheurer-Kestner -  Ludovic Trarieux - Pierre Waldeck-Rousseau
- Journalistes et intellectuels : Victor Basch - Léon Blum - Émile Duclaux - Anatole France - Lucien Herr - Bernard Lazare - Octave Mirbeau[7] - Gabriel Monod - Charles Péguy - Marcel Proust - Anna de Noailles - Jules Renard -   Caroline Rémy dite Séverine - Émile Zola (auteur de « J'accuse…! ») - André Spire (écrivain)
- Magistrats et avocats : Fernand Labori - Edgar Demange - Henry Mornard - Alexis Ballot-Beaupré - Alphonse Bard - Manuel Achille Baudoin - Louis Loew - Jean-Pierre Manau - Clément Moras - Henri Guernut
- Divers : Raoul Allier (pasteur protestant)[8] - Zadoc Kahn (rabbin et ami proche de la famille)[6] - Claude Monet